# EF Education First

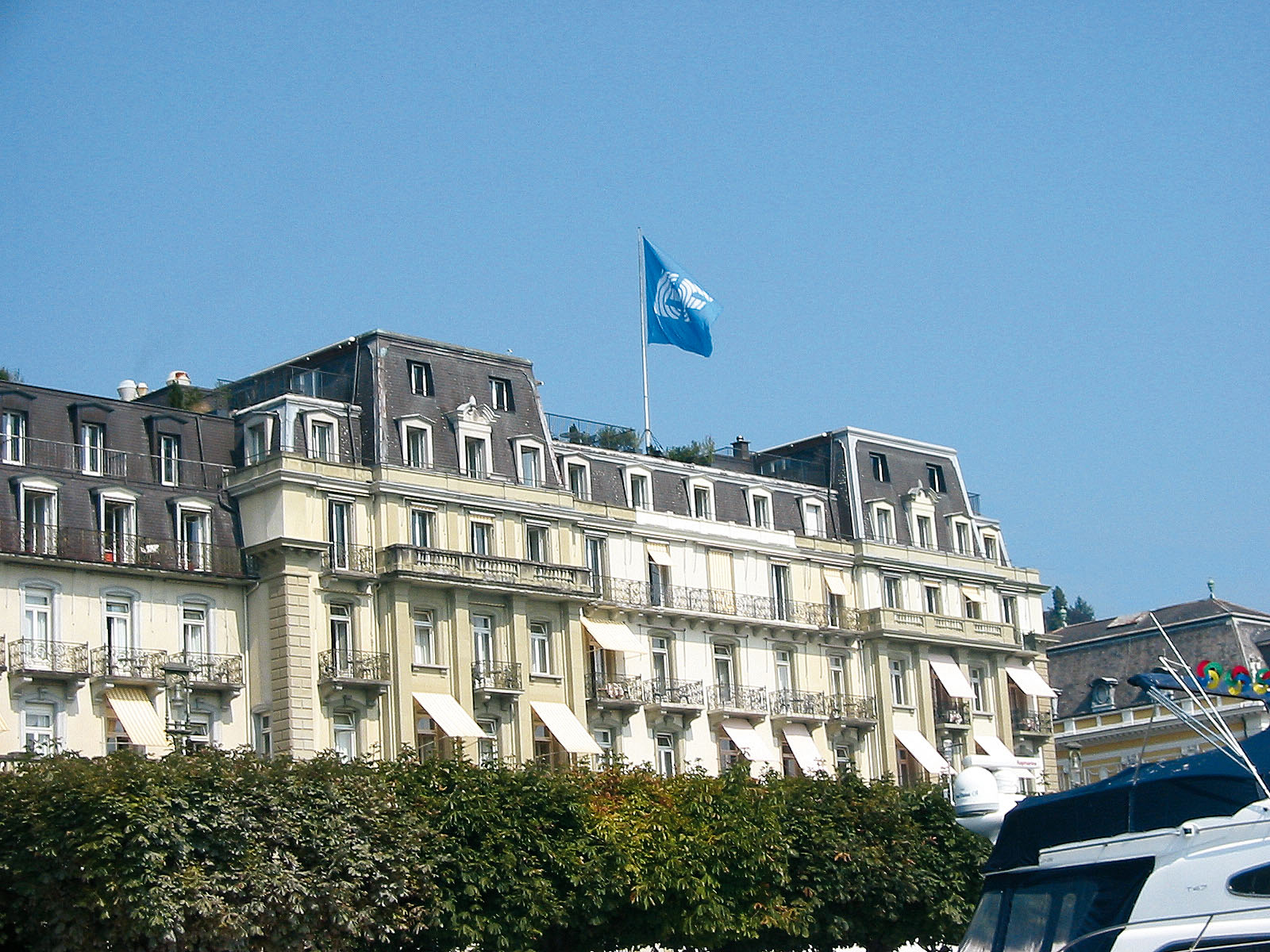
Sede principal EF Education First Lucerna, Suiza

Education First (EF) es una empresa de enseñanza internacional de idiomas en el extranjero; que cuenta con más de 430 escuelas en 50 países.  Se trata de la mayor empresa privada de educación a nivel mundial presente en todo el globo, incluyendo países como España.
Con instituciones por todo el mundo, ofrece cursos de idiomas en el exterior para estudiantes de todos los niveles y sin límite de edad, con salidas grupales o individuales para adolescentes, cursos corporativos para adultos, preparación para exámenes internacionales, cursos para profesionales y para profesores de idioma. Ofrece cursos en inglés, francés, alemán, italiano, chino y japonés; con flexibilidad de horarios y cursos que empiezan constantemente en distintas épocas del año.
Fue el proveedor oficial de servicios de enseñanza de idiomas en los juegos Olímpicos de 2008 en Pekín y en los Juegos Olímpicos de Río de Janeiro 2016.

## Historia
EF Education First es una compañía internacional de educación de idiomas.Bertil Hult, en la ciudad universitaria de Lund en Suecia, con el nombre de Europeiska Ferieskolan (Escuela Europea de vacaciones). Es una empresa privada en manos de la familia Hult y su sede principal está ubicada en Lucerna, Suiza.
Con más de 430 escuelas en todo el mundo, EF Education First es el proveedor de educación privada más grande en el mundo. Aproximadamente 43.500 personas trabajan en EF en sus 500 oficinas con representación en 112 países.
EF fue el proveedor oficial de servicios de enseñanza de idiomas a los juegos Olímpicos de 2008 en Pekín, y ha sido galardonado con el mismo papel para los Juegos Olímpicos de invierno de 2014 en Sochi. 70.000 empleados, voluntarios y sector turístico de las Olimpiadas, están siendo entrenados utilizando la plataforma de formación de inglés en línea de EF para los juegos de 2014.
EF English First es la red de escuelas locales de EF Education First. EF English First ofrece servicios de capacitación de inglés para adultos y niños locales de China, Indonesia y Rusia.
En 1996, Bill Fisher fue el cofundador de la escuela virtual EF Englishtown, la cual actualmente es la escuela virtual más grande del mundo.
Hult International Business School está afiliada con EF y lleva el nombre del fundador, Bertil Hult. La escuela de negocios ofrece programas de grado, que incluyen MBA, Executive MBA, Master y licenciaturas. La escuela está presente en 7 localidades como Boston, San Francisco, Londres, Dubái, Shanghái, Nueva York y Sao Paulo. Hult es el patrocinador y organizador del Premio anual de Hult (antes conocido como el Desafío Hult Global Case), que busca motivar a los jóvenes graduados de escuelas de negocios para hacer frente a los problemas sociales a través de la iniciativa empresarial.
Cultural Care Au Pair es una parte de EF, especializada en el reclutamiento de Au Pairs en el extranjero para colocarlos en familias en los Estados Unidos. Es una de las 14 organizaciones patrocinadoras designadas para el visado estadounidense J-1 para Au Pair.
EF Education First también publica el EF English Proficiency Index (EF EPI), una clasificación de los países por sus habilidades en el idioma inglés.